# Hammu Butajjib
Hammu Butajjib, Hammou Boutayeb (arab. ‏حمو بوطيب‎; ur. w 1956) – marokański lekkoatleta, długodystansowiec.

## Osiągnięcia
Zajął 2. miejsce w biegu na 10 000 metrów na igrzyskach frankofońskich w 1989 w Casablance za swym rodakiem Ibrahimem Butajjibem. Zwyciężył na tym dystansie na Igrzyskach Dobrej Woli w 1990 w Seattle.
Na halowych mistrzostwach świata w 1991 w Sewilli zdobył srebrny medal w biegu na 3000 metrów (zwyciężył Irlandczyk Frank O’Mara). Zwyciężył w biegu na 10 000 metrów na igrzyskach śródziemnomorskich w 1991 w Atenach. Zajął 8. miejsce w tej konkurencji na mistrzostwach świata w 1991 w Tokio.
Wystąpił na igrzyskach olimpijskich w 1992 w Barcelonie w biegu na 10 000 metrów, gdzie zakwalifikował się do biegu finałowego. W finale, gdy był dublowany na 3. okrążenia przez metą przez prowadzącą dwójkę – swego rodaka Chalida Skaha i Richarda Chelimo z Kenii, pozostał z nimi przez następne półtora okrążenia przeszkadzając Chelimo. Ostatecznie nie ukończył biegu. Na ostatnim okrążeniu Skah zachował więcej sił i zwyciężył Chelimo o 1 sekundę. Został zdyskwalifikowany przez IAAF za otrzymanie niedozwolonej pomocy, ale po proteście delegacji marokańskiej dyskwalifikację anulowano i Skah został ogłoszony zwycięzcą. Podczas dekoracji został wygwizdany, a Chelimo otrzymał owację na stojąco.
Butajjib zdobył srebrny medal na 10 000 metrów na igrzyskach śródziemnomorskich w 1993 w Narbonie za Chalidem Skahem, a także na igrzyskach frankofońskich w 1994 w Paryżu za innym swym rodakiem Salahem Hisu. Zwyciężył w tej konkurencji na Igrzyskach Dobrej Woli w 1994 w Petersburgu.
Odnosił również sukcesy w biegach przełajowych. Był drużynowym wicemistrzem w mistrzostwach świata w 1995 w Durham.

## Rekordy życiowe
- bieg na 3000 metrów (stadion) – 7:42,14 (19 sierpnia 1990, Kolonia)
- bieg na 3000 metrów (hala) – 7:43,64 (10 marca 1991, Sewilla)
- bieg na 5000 metrów – 13:11,69 (2 lipca 1990, Sztokholm)
- bieg na 10 000 metrów – 27:25,48 (14 lipca 1995, Oslo)[10]